# Katedrála svatého Michaela archanděla (Carcassonne)
Katedrála svatého Michaela archanděla (fr. Cathédrale Saint-Michel de Carcassonne) je katolická gotická katedrála ve francouzském městě Carcassonne, na jihu čtvrti La Bastide Saint-Louis.

## Historie
Původně farní kostel zasvěcený archandělovi Michaelovi byl postaven na předměstí města Carcassonne v roce 1247 z příkazu krále Ludvíka IX., aby nahradil původní stavbu zničenou během obléhání města Raymondem Trencavelem roku 1240. Původní rozměry kostela byly malé, proto zanedlouho nedostačoval a v roce 1283 byl rozšířen.
Během požáru města, který v roce 1355 způsobily oddíly Černého prince, byl kostel těžce poškozen. Během následné rekonstrukce bylo rozhodnuto zahrnout kostel do systému nového městského opevnění. Kolem kostela vedly asi 10 metrů široké příkopy, které byly v 19. století zasypány a přeměněny na park.
V roce 1803 bylo rozhodnuto přesunout biskupské sídlo, které se od středověku nacházelo v katedrále Saint-Nazaire, do kostela svatého Michaela archanděla a ten tak získal titul katedrály. Rozsáhlá přestavba měla přizpůsobit stavbu nové funkci, ale požár, který vypukl v roce 1849, práci výrazně narušil. V roce 1857 řízení stavby převzal architekt Eugène Viollet-le-Duc, což byl jeho první počin v Carcassonne.
V roce 1886 byla katedrála zapsána na seznam historických památek.

## Architektura
Půdorys katedrály je relativně jednoduchý. Kostel je jednolodní s osmi řadami podpěr a několika bočními kaplemi. Ty jsou zdobené růžemi, které přidal Viollet-le-Duc. Chór se skládá ze sedmihranné apsidy, na kterou jsou napojeny dvě další apsidy. Kostel má velká gotická okna s vitrážemi ze 14. století, které byly restaurovány krátce po požáru v roce 1849.
Hlavní loď je zakončena lomenými oblouky, které byly vybudovány v letech 1657-1752 namísto původních dřevěných, zatímco klenba kůru pochází ze 13. století. Fasáda má rozetu o průměru 8 metrů. Ke kostelu je připojena masivní zvonice, která je ve spodní části čtvercová a v horní části osmiboká. Věž má osm zvonů.